# Park City Mountain Resort
Park City Mountain Resort i Park City, Utah, USA är själva navet i skidcentrat som ligger strax öster om Salt Lake City. Det finns ett stort antal hotell, restauranger och andra anläggningar. Nästan allt är nybyggt och av hög klass. Kapaciteten är mycket hög och det finns gott om snö på vintern. Det finns aktiviteter att ägna sig åt på sommaren också.
Invigningen skedde den 21 december 1963, som Treasure Mountain innan namnet ändrades till Park City Ski Area inför säsongen 1966/1967 och senare till Park City Mountain Resort 1996.
Systerskidorten Canyons Resort invigdes 1968.
Vid Olympiska vinterspelen 2002 avgjordes storslalomskidåkningen och snowboardåkningen.

## Data
- Öppettider: 9-19:30; Lör/Sön: 9-19:30
- Snötyp: konstsnö
- Lägsta snödjup: 218 mm
- Högsta snödjup: 277 mm
- Antal liftar: 14
- Antal nedfarter: 100
- Snowboard tillåtet

### Fotnoter
1. ↑  ”Park City Mountain Resort” (på svenska). Sportbladet. http://wwwc.aftonbladet.se/sport/os2002/arenorna/arenaparkcity.html. Läst 22 mars 2019.